# Wappen von New South Wales

Wappen von New South Wales

Das Wappen von New South Wales, einem Bundesstaat Australiens, ist durch ein durchgehendes rotes weißgerandetes Kreuz in Blau geviert. 
Im ersten und vierten Feld ein hängendes goldenes Vlies und in den anderen zwei Feldern eine goldene Getreidegarbe. Die Kreuzarme sind mit je einem achtzackigen goldenen Stern und mittig mit einem laufenden goldenen hersehenden Löwen belegt. 
Über den Schild schwebt ein blau-weißer Crest mit einer halben goldenen gesichtslosen Sonne mit an den Spitzen rotbrennenden goldenen Strahlen.
Schildhalter ist rechts ein goldener rotgezungter hersehender Löwe und gegenüber ein ihn ansehendes goldenes Känguru.
Unter dem Schild ein weißes Band mit roten Randstreifen und den Worten in schwarzen Majuskeln „ORTA RECENS QUAM PURA NITES“.